# Montbeugny
Montbeugny est une commune française située dans le département de l'Allier, en région Auvergne-Rhône-Alpes.

## Géographie

### Localisation
Montbeugny est située en Sologne bourbonnaise, à l'est de Moulins, et est traversée par un axe routier européen, la Route Centre-Europe Atlantique.
Elle est incluse dans l'aire d'attraction de Moulins.

### Communes limitrophes
Les communes limitrophes sont Chapeau, Lusigny, Neuilly-le-Réal, Thiel-sur-Acolin, Toulon-sur-Allier et Yzeure.
| Yzeure            | Lusigny    |                  |
| Toulon-sur-Allier | Montbeugny | Thiel-sur-Acolin |
| Neuilly-le-Réal   |            | Chapeau          |

### Hydrographie

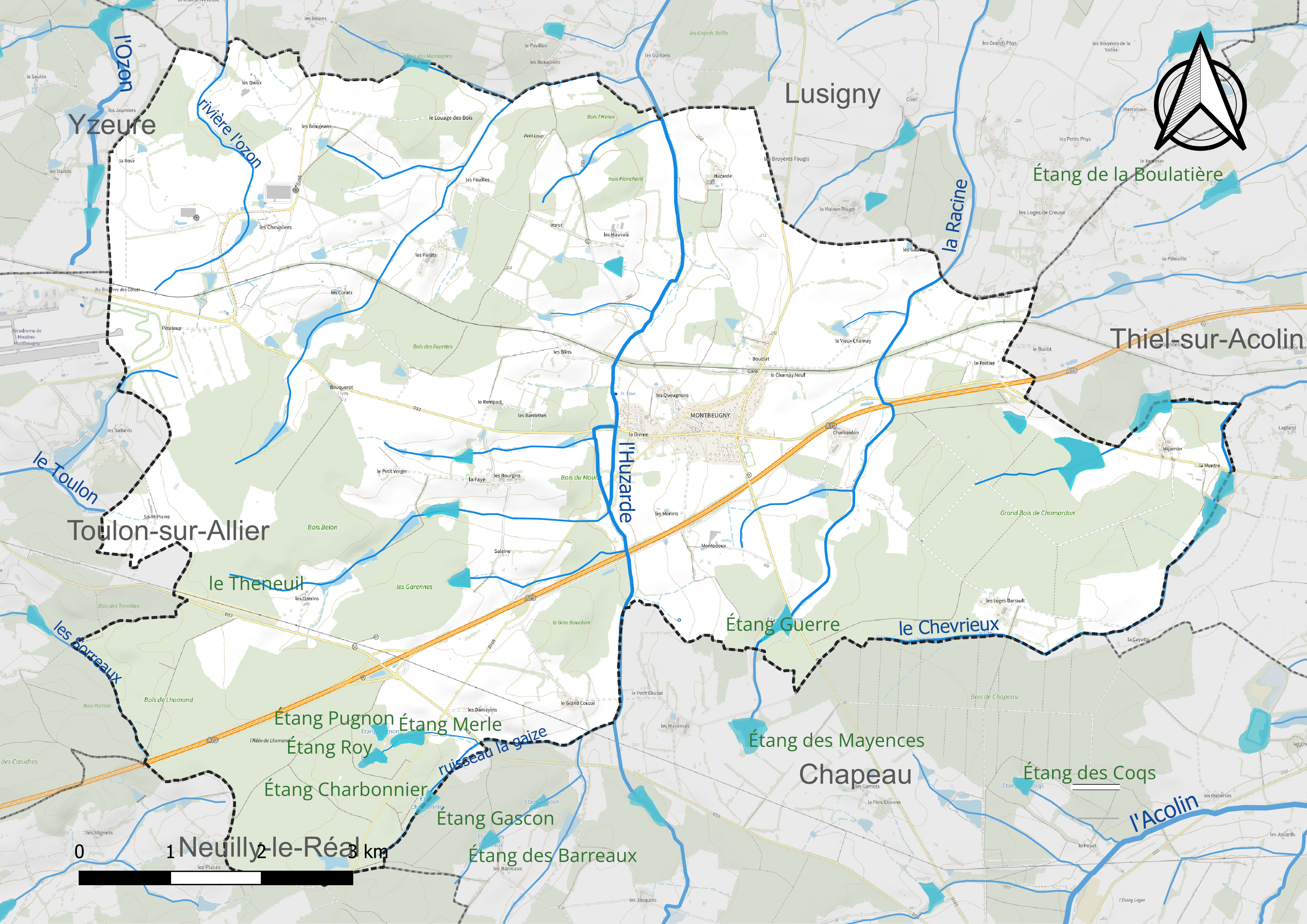
Carte hydrographique de la commune.

L'Huzarde, un affluent en rive gauche de l'Acolin et donc un sous-affluent de la Loire, draine la commune.
D'autres ruisseaux s'y jettent.

### Climat
Pour des articles plus généraux, voir Climat d'Auvergne-Rhône-Alpes et Climat de l'Allier.
En 2010, le climat de la commune est de type climat océanique dégradé des plaines du Centre et du Nord, selon une étude du CNRS s'appuyant sur une série de données couvrant la période 1971-2000. En 2020, Météo-France publie une typologie des climats de la France métropolitaine dans laquelle la commune est exposée à un climat océanique altéré et est dans la région climatique Centre et contreforts nord du Massif Central, caractérisée par un air sec en été et un bon ensoleillement.
Pour la période 1971-2000, la température annuelle moyenne est de 11 °C, avec une amplitude thermique annuelle de 16,1 °C. Le cumul annuel moyen de précipitations est de 786 mm, avec 11,3 jours de précipitations en janvier et 7,2 jours en juillet. Pour la période 1991-2020, la température moyenne annuelle observée sur la station météorologique installée sur la commune est de 11,7 °C et le cumul annuel moyen de précipitations est de 754,1 mm,. Pour l'avenir, les paramètres climatiques de la commune estimés pour 2050 selon différents scénarios d'émission de gaz à effet de serre sont consultables sur un site dédié publié par Météo-France en novembre 2022.
| Mois                                  | jan.           | fév.           | mars           | avril         | mai             | juin          | jui.          | août          | sep.          | oct.          | nov.            | déc.           | année     |
| ------------------------------------- | -------------- | -------------- | -------------- | ------------- | --------------- | ------------- | ------------- | ------------- | ------------- | ------------- | --------------- | -------------- | --------- |
| Température minimale moyenne (°C)     | 0,7            | 0,7            | 3              | 5,3           | 9               | 12,5          | 14,3          | 14,1          | 10,6          | 7,9           | 3,8             | 1,3            | 6,9       |
| Température moyenne (°C)              | 3,8            | 4,6            | 8              | 10,7          | 14,5            | 18,2          | 20,3          | 20,3          | 16,2          | 12,3          | 7,4             | 4,4            | 11,7      |
| Température maximale moyenne (°C)     | 7              | 8,4            | 12,9           | 16,1          | 20              | 23,9          | 26,3          | 26,4          | 21,9          | 16,8          | 10,9            | 7,5            | 16,5      |
| Record de froid (°C) date du record   | −22 16.01.1985 | −14 10.02.1986 | −12,3 01.03.05 | −5 08.04.03   | −0,4 15.05.1995 | 3,3 04.06.01  | 6 04.07.1984  | 4 31.08.1986  | 1,3 20.09.12  | −7 30.10.1997 | −9,7 22.11.1998 | −13,5 26.12.10 | −22 1985  |
| Record de chaleur (°C) date du record | 18,3 30.01.02  | 22 24.02.1990  | 24,5 31.03.21  | 27,9 30.04.05 | 32,6 20.05.22   | 39,2 27.06.19 | 39,9 25.07.19 | 41,1 13.08.25 | 35,4 14.09.20 | 31,4 09.10.23 | 23,7 08.11.15   | 20 16.12.1989  | 41,1 2025 |
| Précipitations (mm)                   | 51,3           | 43,6           | 47,2           | 63,5          | 81,9            | 67,8          | 61,7          | 63,8          | 66,8          | 69,6          | 77,3            | 59,6           | 754,1     |

## Urbanisme

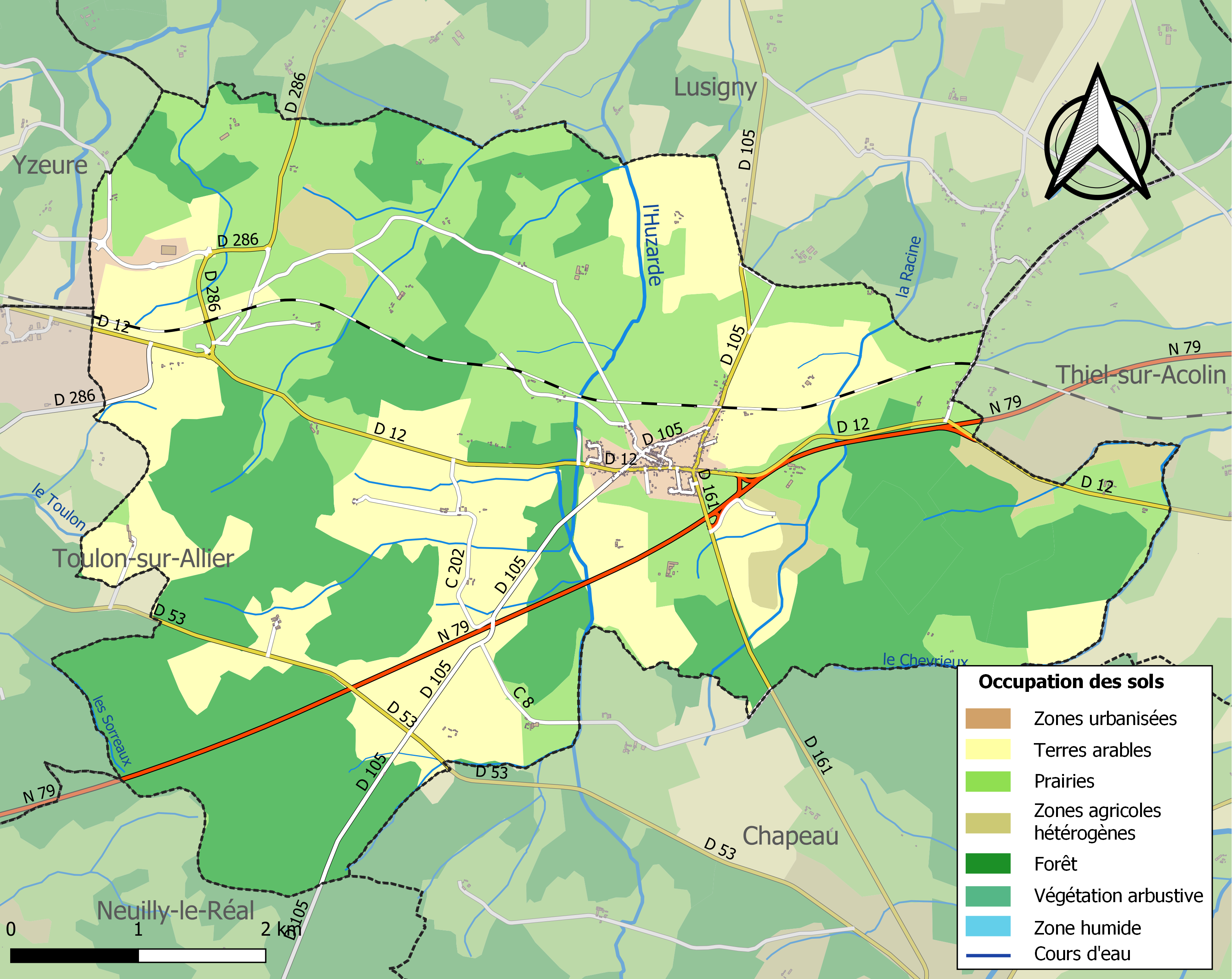
Carte des infrastructures et de l'occupation des sols de la commune en 2018 (CLC).

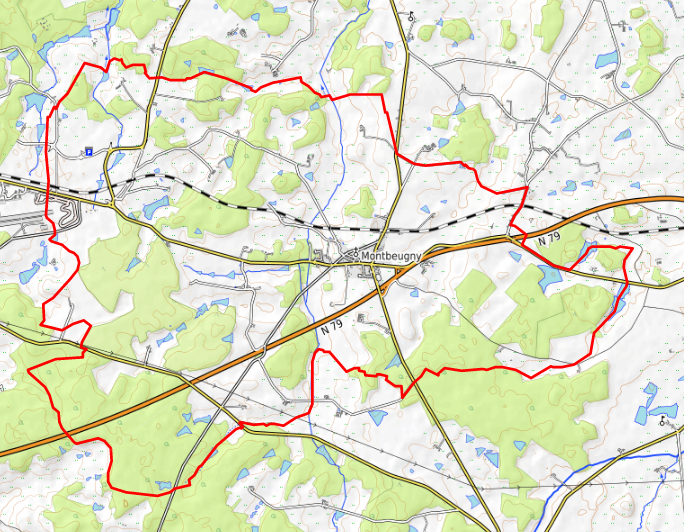
Carte topographique de la commune en 2021.

### Typologie
Au 1er janvier 2024, Montbeugny est catégorisée commune rurale à habitat dispersé, selon la nouvelle grille communale de densité à 7 niveaux définie par l'Insee en 2022.
Elle est située hors unité urbaine. Par ailleurs la commune fait partie de l'aire d'attraction de Moulins, dont elle est une commune de la couronne,. Cette aire, qui regroupe 64 communes, est catégorisée dans les aires de 50 000 à moins de 200 000 habitants,.

### Occupation des sols
L'occupation des sols de la commune, telle qu'elle ressort de la base de données européenne d’occupation biophysique des sols Corine Land Cover (CLC), est marquée par l'importance des territoires agricoles (59 % en 2018), en diminution par rapport à 1990 (60,6 %). La répartition détaillée en 2018 est la suivante : forêts (38,3 %), prairies (29,8 %), terres arables (26,6 %), zones agricoles hétérogènes (2,7 %), zones urbanisées (1,5 %), zones industrielles ou commerciales et réseaux de communication (1,2 %).
L'IGN met par ailleurs à disposition un outil en ligne permettant de comparer l'évolution dans le temps de l'occupation des sols de la commune (ou de territoires à des échelles différentes). Plusieurs époques sont accessibles sous forme de cartes ou photos aériennes : la carte de Cassini (XVIIIe siècle), la carte d'état-major (1820-1866) et la période actuelle (1950 à aujourd'hui).

### Habitat et logement
En 2020, le nombre total de logements dans la commune était de 299, alors qu'il était de 300 en 2015 et de 281 en 2010.
Parmi ces logements, 91,3 % étaient des résidences principales, 4,7 % des résidences secondaires et 4 % des logements vacants. Ces logements étaient pour 98 % d'entre eux des maisons individuelles et pour 1 % des appartements.
Le tableau ci-dessous présente la typologie des logements à Montbeugny en 2020 en comparaison avec celle de l'Allier et de la France entière. Une caractéristique marquante du parc de logements est ainsi une proportion de résidences secondaires et logements occasionnels (4,7 %) inférieure à celle du département (7,2 %) et à celle de la France entière (9,7 %). Concernant le statut d'occupation de ces logements, 79,1 % des habitants de la commune sont propriétaires de leur logement (78,8 % en 2015), contre 65,1 % pour l'Allier et 57,5 pour la France entière.
| Typologie                                               | Montbeugny | Allier | France entière |
| ------------------------------------------------------- | ---------- | ------ | -------------- |
| Résidences principales (en %)                           | 91,3       | 77,9   | 82,1           |
| Résidences secondaires et logements occasionnels (en %) | 4,7        | 7,2    | 9,7            |
| Logements vacants (en %)                                | 4          | 14,9   | 8,2            |

### Voies de communication et transports

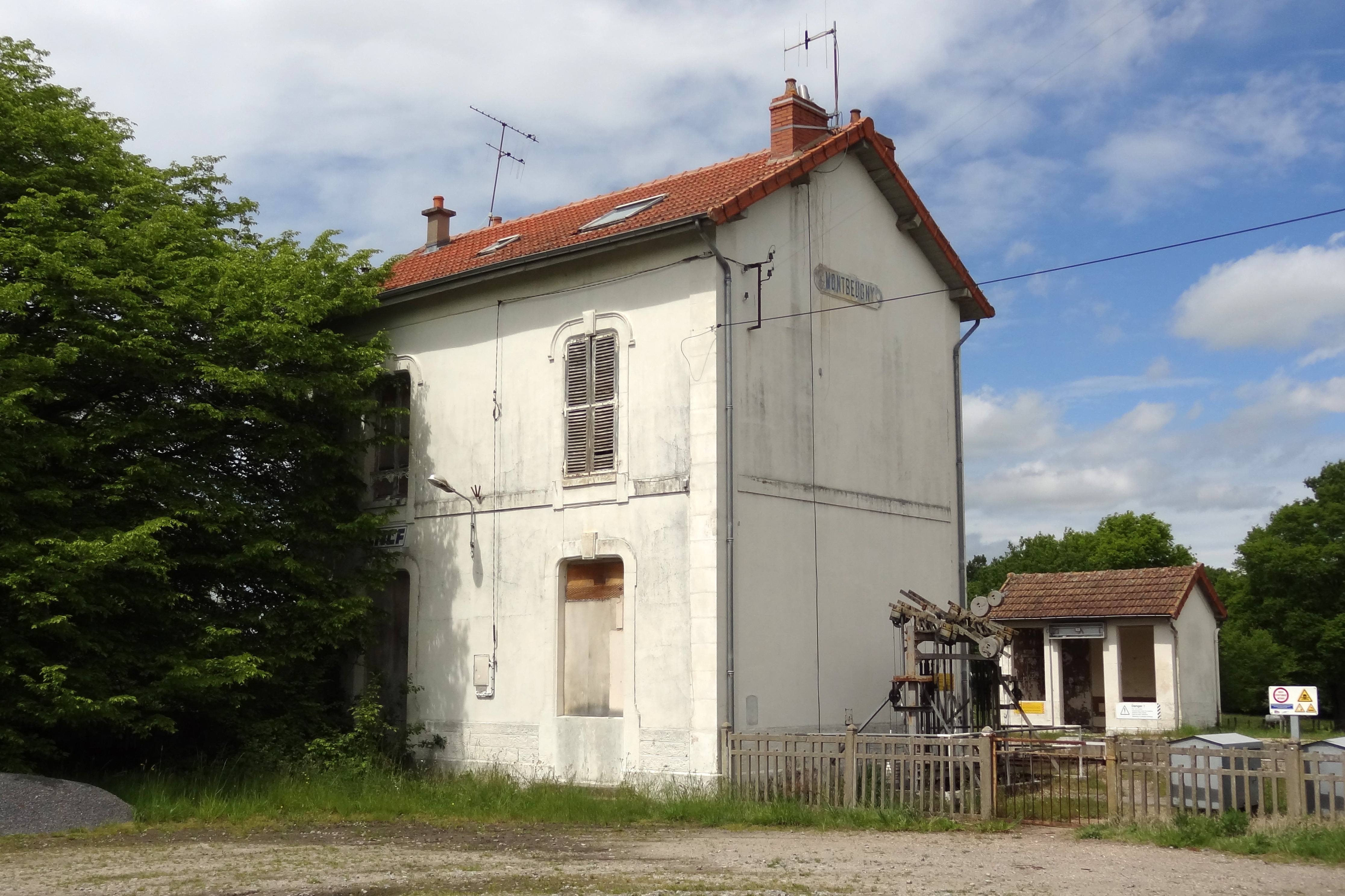
La gare en 2014.

La commune est traversée par la Route Centre-Europe Atlantique (RCEA), axe européen (E62) reliant Montluçon et Moulins à l'ouest, Chalon-sur-Saône et Mâcon à l'est. Cet axe correspond à la route nationale 79, devenue autoroute A79 en 2022. Un des échangeurs permet de desservir le bourg mais le maire, Guy Charmetant, a réclamé sa fermeture aux poids lourds (prétextant un raccourci), ou sa suppression, ou son déplacement pour desservir la plate-forme logistique Logiparc 03. Les échangeurs sur la RD 12 (sens Mâcon → Montluçon) et sur la RD 161 (sens Montluçon → Mâcon) ont été définitivement fermés ; l'accès se fait désormais depuis la RD 53 par un échangeur situé au sud-ouest de la commune.[réf. souhaitée]
Le territoire communal est également desservi par les routes départementales 12 (reliant Yzeure à l'ouest, Thiel-sur-Acolin et Dompierre-sur-Besbre à l'est), 53 (au sud-ouest de la commune, reliant Toulon-sur-Allier à Chapeau), 105 (reliant Neuilly-le-Réal au sud-ouest et Lusigny au nord), 161 (vers Chapeau) et 286 (desservant l'aérodrome de Moulins - Montbeugny).
Une partie de l'aérodrome de Moulins - Montbeugny se trouve sur la commune.  Il est utilisé pour le transport aérien (national et international) et pour la pratique d’activités de loisirs et de tourisme (aviation légère et aéromodélisme).
Aucun train TER Auvergne-Rhône-Alpes ou TER Bourgogne-Franche-Comté ne dessert la gare de Montbeugny située sur la ligne de Moulins à Mâcon : des relations TER assurées par autocar sont assurées entre les gares de Moulins et de Paray-le-Monial.

## Toponymie

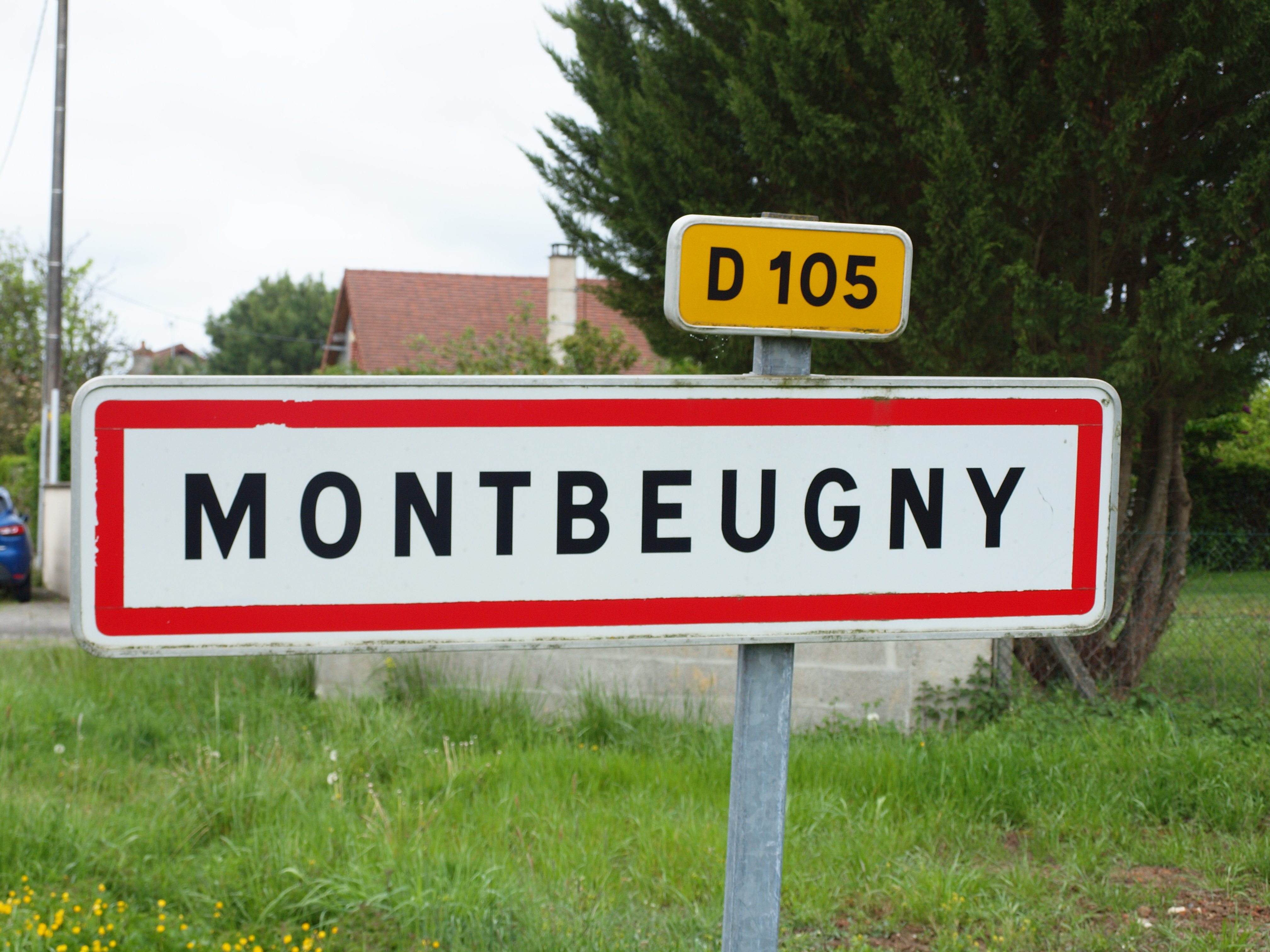
Panneau d'entrée d'agglomération de Montbeugny.

## Histoire

### Antiquité
Une voie romaine passait sur le territoire de la commune.[réf. nécessaire]

### Moyen Âge
La paroisse est fondée en 850 et donnée à l'église Saint-Nazaire d'Autun.[réf. nécessaire]

### Époque contemporaine
Au XXe siècle, Montbeugny a abrité un site de désobusage (ou démantèlement d'obus).

## Politique et administration

### Rattachements administratifs et électoraux

#### Rattachements administratifs
La commune se trouve dans l'arrondissement de Moulins du département de l'Allier.
Elle faisait partie depuis 1793 du canton de Neuilly-le-Réal. Dans le cadre du redécoupage cantonal de 2014 en France, cette circonscription administrative territoriale a disparu, et le canton n'est plus qu'une circonscription électorale.

#### Rattachements électoraux
Pour les élections départementales, la commune fait partie depuis 2014 du canton de Moulins-2
Pour l'élection des députés, elle fait partie de la première circonscription de l'Allier.

### Intercommunalité
Montbeugny était membre de la communauté d'agglomération de Moulins, un établissement public de coopération intercommunale (EPCI) à fiscalité propre créé fin 2000 et auquel la commune avait transféré un certain nombre de ses compétences, dans les conditions déterminées par le code général des collectivités territoriales.
Dans le cadre des dispositions de la loi portant nouvelle organisation territoriale de la République du 7 août 2015, qui prévoit que les établissements publics de coopération intercommunale (EPCI) à fiscalité propre doivent avoir un minimum de 15 000 habitants, cette intercommunalité a fusionné avec ses voisines pour former, le 1er janvier 2017, la communauté d'agglomération dénommée Moulins Communauté, dont est désormais membre la commune.

### Liste des maires
| Période                                  | Période                        | Identité       | Étiquette | Qualité                                        |
| ---------------------------------------- | ------------------------------ | -------------- | --------- | ---------------------------------------------- |
| Les données manquantes sont à compléter. |                                |                |           |                                                |
|                                          |                                |                |           |                                                |
| mars 2001                                | septembre 2023,                | Guy Charmetant | DVD       | Agriculteur retraité Démissionnaire            |
| septembre 2023                           | En cours (au 30 novembre 2023) | Béatrice Genty |           | Cadre administratif ou commercial d'entreprise |

## Équipements et services publics

### Enseignement
Montbeugny dépend de l'académie de Clermont-Ferrand. Elle gère une école élémentaire publique.
Hors dérogations à la carte scolaire, les collégiens se rendent à Yzeure et les lycéens à Moulins et Yzeure.

## Population et société

### Démographie
Les habitants de la commune sont appelés les Montbeunois et les Montbeunoises.
L'évolution du nombre d'habitants est connue à travers les recensements de la population effectués dans la commune depuis 1793. Pour les communes de moins de 10 000 habitants, une enquête de recensement portant sur toute la population est réalisée tous les cinq ans, les populations de référence des années intermédiaires étant quant à elles estimées par interpolation ou extrapolation. Pour la commune, le premier recensement exhaustif entrant dans le cadre du nouveau dispositif a été réalisé en 2004.

En 2022, la commune comptait 645 habitants, en évolution de −6,66 % par rapport à 2016 (Allier : −1,38 %, France hors Mayotte : +2,11 %).
| 1793 | 1800 | 1806 | 1821 | 1831 | 1836 | 1841 | 1846 | 1851 |
| ---- | ---- | ---- | ---- | ---- | ---- | ---- | ---- | ---- |
| 205  | 308  | 381  | 372  | 359  | 417  | 387  | 404  | 400  |

| 1856 | 1861 | 1866 | 1872 | 1876 | 1881 | 1886 | 1891 | 1896 |
| ---- | ---- | ---- | ---- | ---- | ---- | ---- | ---- | ---- |
| 472  | 537  | 547  | 663  | 760  | 817  | 800  | 814  | 791  |

| 1901 | 1906 | 1911 | 1921 | 1926 | 1931 | 1936 | 1946 | 1954 |
| ---- | ---- | ---- | ---- | ---- | ---- | ---- | ---- | ---- |
| 758  | 797  | 803  | 720  | 648  | 620  | 619  | 600  | 567  |

| 1962 | 1968 | 1975 | 1982 | 1990 | 1999 | 2004 | 2006 | 2009 |
| ---- | ---- | ---- | ---- | ---- | ---- | ---- | ---- | ---- |
| 506  | 505  | 457  | 421  | 557  | 552  | 595  | 593  | 662  |

| 2014 | 2019 | 2022 | - | - | - | - | - | - |
| ---- | ---- | ---- | - | - | - | - | - | - |
| 697  | 662  | 645  | - | - | - | - | - | - |

## Économie
Le parc d'activité Logiparc03 de Moulins Communauté, spécialisé dans la logistique  produits banalisés ou de matières dangereuse, se trouve sur le territoire communal. Elle dispose d'un embranchement particulier sur la ligne de chemin de fer. La commune tente d'obtenir un accès direct à l'autoroute afin d'éviter le passage d'un nombre élevé de poids lourds sur la voirie locale,,.

## Culture locale et patrimoine

### Lieux et monuments
- Gentilhommière de Chamardon, XVIIe siècle.
- Gentilhommière de La Faye, XVIIIe siècle.
- Ancien manoir (tour) du Vieux-Charnay, XVIe siècle.
- Aérodrome de Moulins - Montbeugny, situé sur Montbeugny et Toulon-sur-Allier.
- Circuit du Bourbonnais, aménagé sur l'aérodrome.
- Église Saint-Roch de Montbeugny.

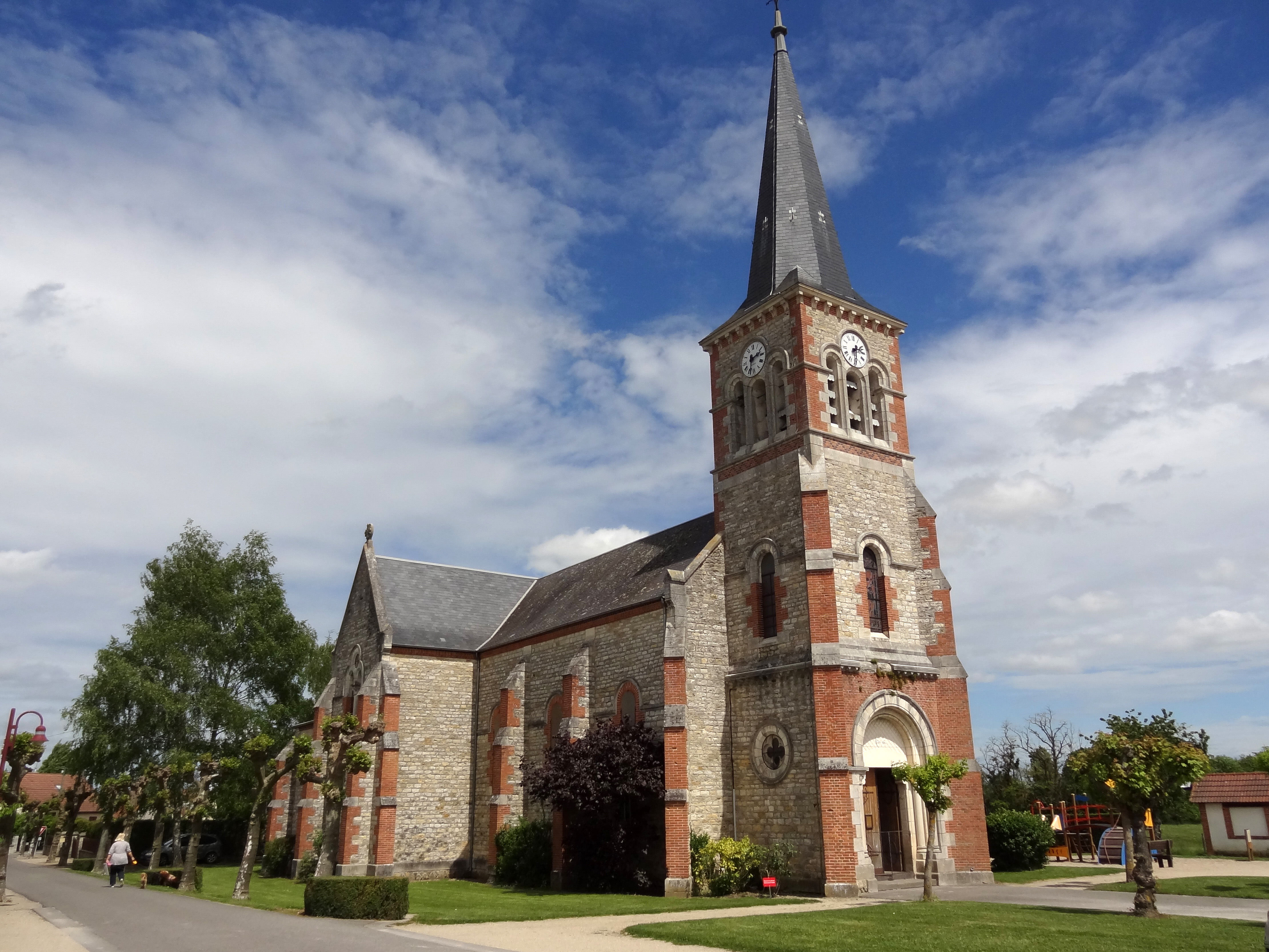
L'église Saint-Sébastien...
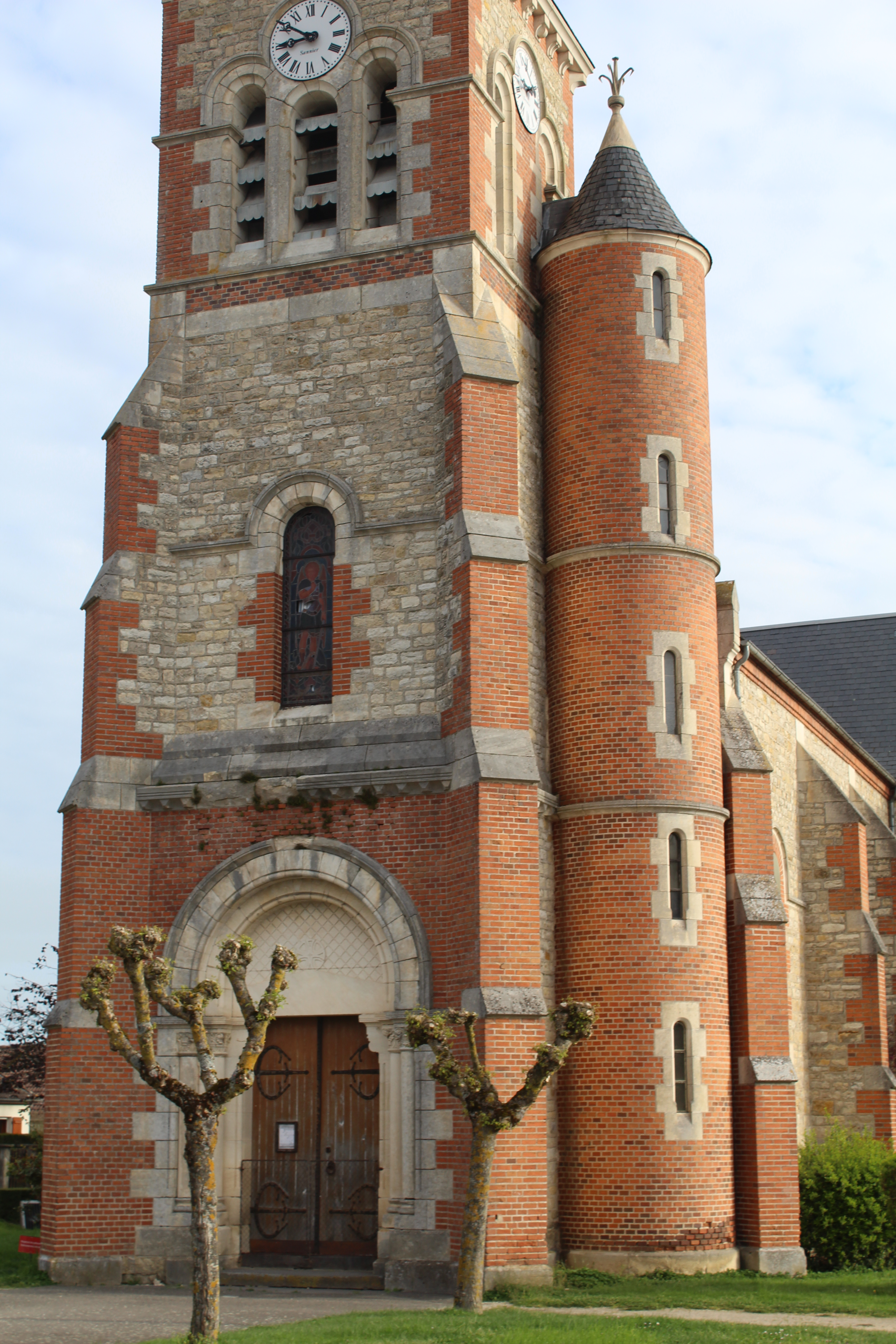
... et sa façade.
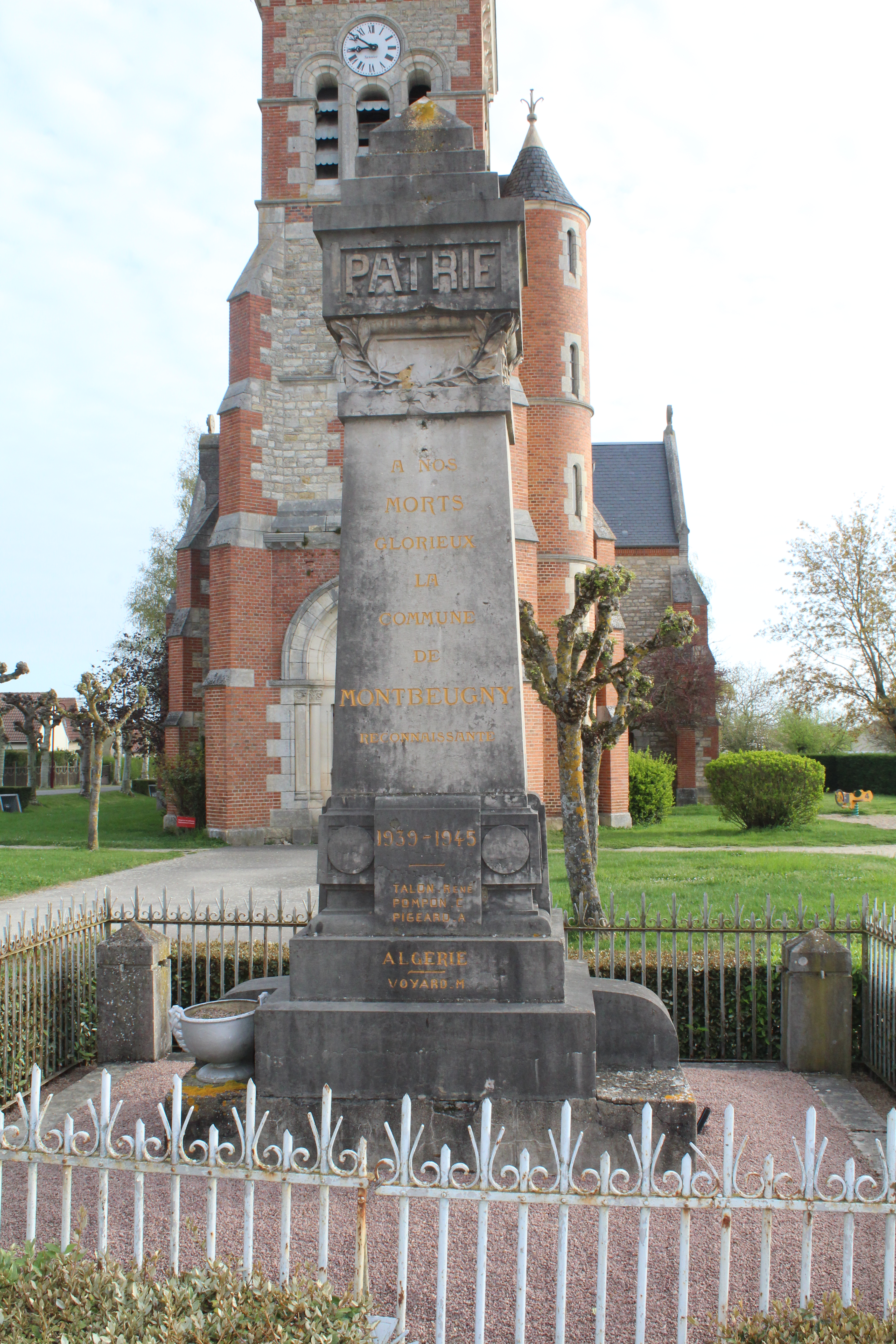
Le monument aux morts.

### Personnalités liées à la commune
- Ernest Gravier (1892-1965), né à Montbeugny, international français de football.

## Pour approfondir